# Wertschöpfung (Wirtschaft)
Wertschöpfung ist in einer Geldwirtschaft das Ziel produktiver Tätigkeit. Diese transformiert vorhandene Güter in Güter mit höherem Geldwert.

## Begriff
Der Begriff ist aufgrund der vielfältigen Verwendung in verschiedenen wirtschaftlichen Bereichen wie Betriebswirtschaftslehre, Finanzwirtschaft und Volkswirtschaftslehre (insbesondere Makroökonomie) schwer abgrenzbar. In der Betriebswirtschaftslehre, insbesondere im Supply-Chain-Management, bezieht sich Wertschöpfung auf das Unternehmen und das die Unternehmen verbindende Wertschöpfungsnetzwerk. Wert wird nach Rutherford durch die Aktivitäten des Unternehmens und seiner Mitarbeiter geschöpft. Er bemisst sich als Differenz aus dem Marktwert der vom Unternehmen hervorgebrachten Güter und der Kosten dieser Güter und der von anderen Produzenten beschafften Materialien. Diese Berechnung schließt den Beitrag anderer Produzenten zum Gesamtwert der Produktion des Unternehmens aus, sodass er letztlich dem durch das Unternehmen erzeugten Marktwert entspricht. Wertschöpfung bezieht sich auf den Nettobeitrag eines jeden Unternehmens zum Gesamtwert der Fertigung, der durch Summierung aller Einzelbeiträge entsteht. Durch Summierung all dieser Beiträge lässt sich Wertschöpfung auf die Volkswirtschaft beziehen. Der Begriff wird sodann in der Volkswirtschaftslehre im Rahmen des Inlandskonzeptes bei Betrachtung der im Inland erstellten Produktion durch Einsatz in- und ausländischer Produktionsfaktoren verwendet. Dies wird zur Messung des Bruttoinlandsprodukts genutzt. Dabei geben die Wertschöpfungsdaten Aufschluss darüber, welchen Anteil eine einzelne Branche oder ein einzelnes Unternehmen zur gesamtwirtschaftlichen Leistung beigetragen hat. Daraus lassen sich indirekt Aussagen über den Strukturwandel machen.

## Berechnung der Wertschöpfung

### Allgemeine Formel
Allgemein wird in der Literatur Wertschöpfung als die Wertgröße beschrieben, um die der Output den Input übersteigt, also eine durch den Transformationsprozess entstehende, dynamische (Strom-)Größe. Eine höchstmögliche betriebliche Wertschöpfung (Gewinn) zu erzielen sollte das Ziel ökonomischen Handelns sein. Wenn nun der Input wertmäßig dauerhaft den Output übersteigt, also eine negative Wertschöpfung (Blindleistung) entstanden ist, ist diese für den Betrieb substanzgefährdend.
{\displaystyle {\text{Wertschöpfung}}={\text{Produktionswert}}-{\text{Vorleistungen}}}
Die Wertschöpfung ergibt sich aus der Gesamtleistung abzüglich der Vorleistungen. Wertschöpfung ist – in einer Geldwirtschaft – das Ziel produktiver Tätigkeit. Diese transformiert vorhandene Güter in Güter mit höherem Geldwert.

### Wertschöpfung bei einem produzierenden Unternehmen
Die Entstehung der Wertschöpfung eines produzierenden Unternehmens soll nun anhand eines Produktionskontos erläutert werden. In diesem Produktionskonto werden die durch die Produktionstätigkeit entstandenen Einnahmen und Ausgaben dargestellt.
Die Bruttowertschöpfung, als Messgröße für die wirtschaftliche Leistung eines Betriebes im Unternehmen, wird folgendermaßen ermittelt:
{\displaystyle {\text{Bruttowertschöpfung zu Marktpreisen}}={\text{Produktionswert}}-{\text{Vorleistungen}}}
oder auch (bei Volkswirtschaften mit Staatsquote):
```
   Produktionswert
   − Vorleistungen
   − Abschreibungen
   − indirekte Steuern
   + Subventionen
   = Wertschöpfung
```

Durch den Einsatz von Produktionsfaktoren werden im betrachteten Wirtschaftssubjekt (im produzierenden Unternehmen) Waren und Dienstleistungen hergestellt, die verkauft werden sollen. Die im Produktionsprozess einhergehenden Transaktionen sind Käufe von Vorleistungen, Verkäufe der Fertigerzeugnisse und Entrichtung der Entgelte an die Lieferanten als Faktorleistungen. Zu unterscheiden sind hier je nach Betrachtung der Volkswirtschaft Produktionskonten mit und ohne Staat. Bei der Betrachtung einer Volkswirtschaft mit Staat sind demnach auch Steuern und Subventionen zu betrachten.
Produktionskonto eines produzierenden Unternehmens:
| Aufwandsseite                                     | Ertragsseite |
| ------------------------------------------------- | --- |
| 1. Käufe von Vorleistungen aus Inland und Ausland | 4. Verkäufe an inländische und ausländische Wirtschaftssubjekte, Staat und private Haushalte = geschaffener Produktionswert |
| 2. Abschreibungen                                 | 5. Positive Bestandsänderungen an eigenen Erzeugnissen                                                                      |
| 3. Nettowertschöpfung                             | 6. Selbsterstellte Anlagen (zum eigenen Gebrauch hergestellte Produktionsmittel)                                            |

Auf der Ertragsseite erscheint die Herkunft der Geldmittel, demnach jeweils immer der Umsatz des Unternehmens, also die Menge der abgesetzten Produkte bewertet mit Produktpreis. Das sind die Einnahmen des Unternehmens. Aber auch Bestandsänderungen der Halb- und Fertigfabrikate sowie selbst erstellte Anlagen tauchen hier auf.
Produktionswert (oder auch: Bruttoproduktionswert) ist der Wert der Verkäufe von Waren und Dienstleistungen aus eigener Produktion sowie von Handelsware an andere in- und ausländische Wirtschaftseinheiten, vermehrt um den Wert der Bestandsveränderungen an halb fertigen und fertigen Erzeugnissen aus eigener Produktion und auch vermehrt um den Wert der selbst erstellten Anlagen.
Der Produktionswert ist also das bewertete Produktionsergebnis.
Auf der Aufwandsseite stehen die Ausgaben des Unternehmens, also die Verwendung der Geldmittel. Als Aufwand tauchen demzufolge Käufe von Vorleistungen auf, die nötig sind, um die Produktionsfaktoren in Güter und Dienstleistungen zu transformieren. Vorleistungen in diesem Sinne sind:
- Roh-, Hilfs- und Betriebsstoffe
- Dienstleistungen die von anderen, dem Produktionsprozess vor gelagerten Unternehmen bezogen wurden. Diese können natürlich auch von ausländischen Unternehmen sein.
- Selbst erstellte Anlagen die im gleichen Unternehmen wieder eingesetzt werden.
- Brenn- und Treibstoffe, Handelsware, Transportkosten, Postgebühren, Anwaltskosten, gewerbliche Mieten, Benutzungsgebühren für öffentliche Einrichtungen etc.

Außerdem werden Produktionsmittel (Maschinen, Gebäude, Gebäudeausstattung) eingesetzt, deren Wert sich während Produktionsprozess durch Verschleiß vermindert. Die Gegenleistungen für den Werteverzehr an den dauerhaften Produktionsmitteln wird in Form von Abschreibungen bewertet und in Marktpreisen festgehalten. Wenn man nun die Vorleistungen und Abschreibungen von den Einnahmen des Unternehmens abzieht, sollte ein Teil der finanziellen Mittel übrig bleiben, die nicht für den Produktionsprozess ausgeben wurde. Diese Nettowertschöpfung ist der Betrag, um den der Umsatz die Ausgaben übersteigt.
Die Nettowertschöpfung besteht allgemein aus Löhnen, Gehältern, Zinsen, Dividenden, Beteiligungserträgen und Gewinn. Diese Komponenten werden gemäß ihren Empfängern verteilt, für die sie wiederum Einkommen sind (Löhne und Gehälter sind Einkommen der privaten Haushalte für Arbeitsleistung; Zinsen, Pachten und Mieten sind Einkommen für Kapitaleinsatz).
Man nennt diese Entgelte „Faktoreinkommen“, da sie als Entgelte für Einsatz von Faktorleistungen angesehen werden. Der übrig gebliebene Gewinn kann dann vom Unternehmen unterschiedlich verteilt werden, beispielsweise an Aktionäre.
Die Bruttowertschöpfung ist die Summe von Abschreibungen und Nettowertschöpfung bzw. der Produktionswert abzüglich Vorleistungen. Dieser Wert gibt an, welcher Wert den Vorleistungen der Erzeugnisse hinzugefügt wurde und welchen Beitrag das Unternehmen zur gesamtwirtschaftlichen Güterproduktion beigesteuert hat. Obwohl die Vorleistungen an Wert gewinnen, wird diese Werterhöhung im Produktionsprozess zum Teil durch die nutzungsbedingte Wertminderung der Produktionsmittel, durch deren Verschleiß, „erkauft“.
|                            | Mehrwert |
| -------------------------- | -------- |
| Landwirt                   | 010 €    |
| Energieerzeuger            | 020 €    |
| Fasshersteller             | 05 €     |
| Brauerei                   | 045 €    |
| Großhändler                | 010 €    |
| Einzelhändler              | 010 €    |
| Summe (Endwert des Bieres) | 100 €    |

Beispiel: Ein Fass Bier kostet im Einzelhandel 100 €.
Für die Produktion hatte die Brauerei folgende Kosten: Hopfen 10 €, Energie 20 €, Fass 5 €. Das Fass Bier wird von der Brauerei für 80 € an einen Großhändler verkauft. Die Brauerei hat also pro Fass einen Mehrwert von 45 € geschaffen (80 € Ertrag − 35 € Kosten). Von den 45 € Mehrwert werden 35 € benutzt, um Löhne und Sozialleistungen abzudecken und 5 € werden als Steuern abgeführt. Die restlichen 5 € sind also Gewinn. Der Einfachheit halber werden die Vorleistungen des Landwirtschaftsbetriebes, des Energieerzeugers und des Fassherstellers hier vernachlässigt. Der Großhändler verkauft das Fass, welches er für 80 € gekauft hat, nun für 90 € an den Einzelhändler. Der Mehrwert des Großhändlers beträgt also 10 €. Der Einzelhändler verkauft das Fass für 100 € und schafft einen Mehrwert von 10 €.
Der Preis des Endproduktes kann also in die Mehrwertanteile, die auf jeder Produktions- und Handelsstufe geschaffen werden, zerlegt werden.

### Wertschöpfung des Staates
Die Entstehung der Wertschöpfung des Staates wird deutlich bei der Betrachtung des Produktionskontos des Staates. Dies hat den gleichen Aufbau wie das Produktionskonto beim produzierenden Unternehmen.
| Aufwandsseite         | Ertragsseite                                                                                    |
| --------------------- | ----------------------------------------------------------------------------------------------- |
| 1. Vorleistungen      | 4. Entgeltlich abgegebene Dienstleistungen 5. Unentgeltliche Dienstleistungen = Produktionswert |
| 2. Abschreibungen     |                                                                                                 |
| 3. Nettowertschöpfung |                                                                                                 |

Der Produktionswert auf der Ertragsseite ergibt sich hier durch entgeltlich und unentgeltlich abgegebene Dienstleistungen. Die gegen Entgelt abgegebenen Dienstleistungen können direkt ermittelt werden, da ja die Preise hierfür vorliegen. Problematischer ist dies bei den unentgeltlich abgegebenen Leistungen, dem Staatsverbrauch. Dieser wird nur indirekt als Differenz aus Produktionswert und den Verkäufen berechnet und gibt so die Produktionskosten wieder. Der Gewinn des Staates ist also Produktionswert abzüglich Produktionskosten. Die Nettowertschöpfung des Staates besteht nur aus dem Faktorentgelt für die öffentlichen Beschäftigten (für ihre Arbeitsleistung). Da Aufwand und Ertrag des Produktionskontos des Staates gleich groß sind, kann das Konto keine Gewinne oder Verluste von staatlicher Produktionstätigkeit aufweisen.

## Wertschöpfung in der Volkswirtschaftlichen Gesamtrechnung

### Wertschöpfung zur Berechnung des BIP
In der Volkswirtschaftlichen Gesamtrechnung werden viele Strom- und Bestandsgrößen, welche die ökonomischen Aktivitäten in einer abgelaufenen Periode darstellen, zusammengefasst. Der Begriff der Wertschöpfung taucht hier bei der Entstehungsrechnung der Inlandsproduktberechnung auf.
Bei der Entstehungsrechnung werden alle Beiträge der einzelnen Wirtschaftssubjekte in den jeweiligen Sektoren zum Bruttoinlandsprodukt (BIP) erfasst. Die Bruttowertschöpfung einer Branche ergibt sich demnach als die Differenz zwischen dem Produktionswert der Branche und den Vorleistungen aus anderen Branchen. Bei der Berechnung dieser Beträge werden jeweils vom Produktionswert des einzelnen Wirtschaftssubjektes die Vorleistungen abgezogen und alle Bruttowertschöpfungen der Unternehmen addiert, was dann die unbereinigte Bruttowertschöpfung ergibt.
| Produktionswert der 5 Sektoren                                                      |
| ----------------------------------------------------------------------------------- |
| − Vorleistungen                                                                     |
| = Bruttowertschöpfung (unbereinigt)                                                 |
| − Unterstellte Entgelte für Bankdienstleistungen                                    |
| = Bruttowertschöpfung (bereinigt)                                                   |
| + Nicht abzugsfähige Umsatzsteuer                                                   |
| + Einfuhrabgaben                                                                    |
| = Bruttoinlandsprodukt zu Marktpreisen                                              |
| + Saldo der Erwerbs- und Vermögenseinkommen zwischen Inländern und der übrigen Welt |
| = Bruttosozialprodukt zu Marktpreisen                                               |
| − Abschreibungen                                                                    |
| = Nettosozialprodukt zu Marktpreisen                                                |
| − indirekte Steuern                                                                 |
| + Subventionen                                                                      |
| = Nettosozialprodukt zu Faktorkosten = Volkseinkommen                               |

Die Bruttowertschöpfung ist unbereinigt, weil sie noch die unterstellten Entgelte für Bankdienstleistungen enthält, die als Vorleistungen für die Wirtschaftssubjekte behandelt werden. Durch deren Abzug erhält man die bereinigte Bruttowertschöpfung. Um zum Bruttoinlandprodukt zu gelangen, müssen auch die nichtabzugsfähige Umsatzsteuer und die Einfuhrabgaben zur Summe der Bruttowertschöpfung der Sektoren hinzugefügt werden.
Das Volkseinkommen ist die Summe aller Nettowertschöpfungen, also der aus Produktionstätigkeit entstandenen Einkommen.
Das Sozialprodukt umfasst alle volkswirtschaftlichen Endprodukte abzüglich der Roh-, Hilfs- und Betriebsstoffe vom gesamten Produktionsergebnis, also dem Reinertrag der Produktion (Wertschöpfung aller Produktionsfaktoren in der Betrachtungsperiode).
Bei der Aufgliederung des gesamtwirtschaftlichen Produktionskontos nach der Entstehung gibt dieses die Wertschöpfung verschiedener Branchen der Volkswirtschaft an. Aus dieser Rechnung ist ersichtlich, in welchem Ausmaß die verschiedenen Branchen der Volkswirtschaft zur Entstehung des Sozialproduktes beigetragen haben.

### Probleme bei der Berechnung

#### Doppelzählungen
Bei der Addition aller tatsächlichen Umsätze einer Periode werden gleiche Leistungen auf verschiedenen Handels- und Produktionsstufen erfasst und so vielfach gezählt. Deshalb verwendet man zur Berechnung des BIP die Summation von Endprodukten (Produkte die nicht wiederverkauft werden). Ein Auto soll beispielsweise als Endprodukt gezählt werden und nicht die Reifen noch extra dazu summiert werden.
In der Praxis sollen Doppelzählungen dadurch vermieden werden, dass mit der Wertschöpfung gearbeitet wird. Auf jeder Stufe des Produktionsprozesses eines Gutes wird nur die Wertschöpfung auf dieser Stufe als Teils des BIPs gerechnet. So werden alle Vorleistungen aus den Endprodukten herausgerechnet.
Einige Güter können sowohl Zwischen- als auch Endprodukt sein: Werden Kartoffeln direkt an den Konsumenten verkauft sind sie ein Endprodukt, werden sie zur Produktion von Kartoffelchips weiterverarbeitet, dann sind sie ein Zwischenprodukt.

#### Schattenwirtschaft
Das Bruttosozialprodukt erfasst nicht alle wirtschaftlichen Aktivitäten einer Volkswirtschaft. Als unvollkommenes Maß erfasst es nicht die Wertschöpfung der Hausarbeit (beispielsweise Backen eines Kuchens), der Kindererziehung, der Schattenwirtschaft (Schwarzarbeit, Illegales wie Drogenhandel usw.), der Subsistenzwirtschaft und der Heimwerker-Bewegung.

#### Überzeichnung und Unterzeichnung von Preisen
Als Wertansätze werden die freien Güter mit den Preisen bewertet, zu denen sie am Markt gehandelt werden. Diese Marktpreise können die tatsächliche Wertschöpfung jedoch unter- oder überzeichnen. Eine Vielzahl von Gütern enthält bestimmte (indirekte) Steueranteile, beispielsweise Benzin. Diese Verbrauchssteuern sind in den Marktpreisen versteckt. Diese Marktpreise mit indirekten Steuern überzeichnen damit die tatsächliche Wertschöpfung. Der volkswirtschaftliche Wert etwa eines Liters Benzin ist nicht 1,50 €, sondern nur rund 0,50 €, wenn die Mineralölsteuer 1 € je Liter beträgt. Eine Unterzeichnung von Preisen liegt bei subventionierten Gütern vor, diese sind demnach günstiger als sie ohne staatlichen Zuschuss wären.
Um diese Verzerrungen auszugleichen, werden die Marktpreise um diese staatlichen Einflüsse bereinigt:
| Bruttowertschöpfung zu Marktpreisen |
| ----------------------------------- |
| − Abschreibungen                    |
| − Summe der indirekten Steuern      |
| + Summe der Subventionen            |
| = Nettowertschöpfung                |

#### Vergleichbarkeitsproblem aufgrund Veränderungen im Preisniveau
Aufgrund möglicher Veränderungen im Preisniveau verändert sich das BIP, ohne dass sich die reale Wertschöpfung verändert. So sind die verschiedenen BIP-Werte der verschiedenen Jahre schlecht vergleichbar. Die Inflationäre Entwicklung muss herausgerechnet werden, um die reale Wertsteigerung zu erfassen. Dies geschieht mit Hilfe von Preisindizes, welche die durchschnittliche Preisentwicklung zwischen zwei Zeitpunkten von Waren und Dienstleistungen, die in einem Warenkorb zusammengefasst sind, in einer Maßzahl darstellen.

## Wertschöpfung im Bau
Knapp 5 % des gesamtwirtschaftlichen Produktionswertes beträgt die volkswirtschaftliche Bedeutung des Baugewerbes in Deutschland. In der Wertschöpfungskette des Baugewerbes spielen die Planungsleistungen als Teil der Unternehmensdienste eine zentrale Rolle. Als Nettolieferant für das Baugewerbe weist dieser Bereich nicht nur anteilsmäßig den höchsten Gesamteffekt auf, sondern konnte seit 1995 einen Anteilsgewinn am Gesamteffekt verzeichnen. Dies bedeutet, dass der eigentliche Bauprozess stark von Lieferungen der Planungsleistungen abhängt. So ist zum Beispiel das Bewirtschaften und Unterhalten von Bauleistungen die Domäne der Nutzer. Das sind vor allem Unternehmen aus dem Nichtbaubereich und private Haushalte. Auf eine Immobilie bezogen ist die Wertschöpfung mit dem Verkehrswert der Immobilie gleichzusetzen. Das heißt, die Bauinvestition, Erhaltungskosten und eine mögliche Wertsteigerung fließen in den sich in der Regel positiv entwickelnden Verkehrswert ein.

## Regionale Wertschöpfung
Wird die Wertschöpfung auf ein geographisches Gebiet bezogen, spricht man von regionaler Wertschöpfung. Die regionale Wertschöpfung ist definiert als die Gesamtheit der Leistungen einer Region sowie dem in der Region erzeugten Nutzen für die Kommunen, abzüglich der von anderen Regionen erbrachten Leistungen. Die dezentrale Energiewende bietet Potenzial zur Stärkung dieser regionalen Wertschöpfung. Durch eine gestärkte privatwirtschaftliche Wertschöpfung vor Ort können kommunale Gebietskörperschaften mehr Steuern und Abgaben einnehmen. Dies kann zu einer Verbesserung der Haushaltslage führen. Neue Arbeitsplätze können geschaffen werden. Auch positive nicht-monetäre Nebeneffekte, wie Nachhaltigkeit, Bürgerbeteiligung, Tourismus, Energieautonomie und Umweltschutz können die Attraktivität einer Region erhöhen. Mögliche Maßnahmen zur Steigerung der regionalen Wertschöpfung sind z. B. die Einbindung von lokalen Wertschöpfungsketten, die Vermeidung von Importkosten für fossile Brennstoffe oder der Rückkauf von Energieübertragungsnetzen.